# Desconferència
Una desconferència és una conferència organitzada i portada pels participants i centrada en un tema o propòsit. El terme «desconferència» s'ha aplicat a un ample interval de reunions que miren d'evitar un o més aspectes d'una conferència convencional, com les altes quotes i les presentacions patrocinades. Per exemple, en 2006, CNNMoney va aplicar el terme a diversos esdeveniments incloent-hi BarCamp, Bloggercon i Mashup Camp. El terme s'usa principalment a la comunitat geek, tot i que cap al 2009 es va començar a fer servir en la indústria dels viatges.